# شهرستان نارین
شهرستان نارین (به قرقیزی:Нарын району، نارىن رايونۇ)(به روسی: Нарынский район) یک شهرستان در قرقیزستان است که در استان نارین واقع شده‌است. شهرستان نارین ۱۰٬۵۰۲ کیلومتر مربع مساحت و ۴۴٬۰۸۰ نفر جمعیت دارد.